# Antonia Langsdorf
Antonia Langsdorf (* 14. Januar 1962 in Hannover) ist eine deutsche Moderatorin und Astrologin. Sie war von 2000 bis 2006 die Astrologin des TV-Senders RTL und wochentags im RTL-Frühstücksfernsehen mit dem Tageshoroskop zu sehen.
Von 1986 bis 1990 moderierte sie die Sendung Tanzhouse auf Tele 5 (musicbox). Außerdem war sie von 1987 bis 1989 Moderatorin der „Disconight“ auf WDR 1. Um 1994 war sie beteiligt an der Gründung der Techno- und House-Sendung Housefrau auf dem Musikfernsehsender VIVA.
Langsdorf ist Mitglied des Deutschen Astrologenverbands und ist inzwischen deutsche Repräsentantin der International Society for Astrological Research (ISAR). Bekanntheit erlangte die Astrologin vor allem durch ihre Teilnahme an der ersten Staffel der erfolgreichen RTL-Show Ich bin ein Star – Holt mich hier raus!, die zeitweise von mehr als 13 Millionen Zuschauern gesehen wurde. Im Oktober 2005 erschien im Humboldt-Verlag ihr Buch Geheimnisse der Astrologie.
Seit September 2013 moderiert Antonia Langsdorf die TV-Sendung Ein Stern für die Liebe auf Astro TV. Im November 2013 wurde die Sendung in Antonias Sterne umbenannt und blieb weiterhin im Programm von Astro TV. Im Januar 2016 lud sie das erste Video auf ihrem YouTube-Kanal hoch, der ebenfalls den Namen Antonias Sterne trägt.
Antonia Langsdorf ist verheiratet und hat eine Tochter.